# Natural (álbum de Peter André)
Natural é o segundo álbum de estúdio do cantor Peter André, lançado a 24 de Setembro de 1996.
O sucesso do álbum deveu-se ao single "Mysterious Girl", que atingiu o nº 2 da UK Singles Chart.

## Faixas
1. "Flava" - 4:00
2. "Natural" - 3:47
3. "Mysterious Girl" (com Bubbler Ranx) - 3:53
4. "I Feel You" - 5:02
5. "You Are" (Part Two) - 2:04
6. "All I Ever Wanted" - 3:38
7. "Show U Somethin'" - 4:07
8. "To The Top" - 4:11
9. "Tell Me When" - 3:48
10. "Only One" - 3:52
11. "Message To My Girl" - 4:12
12. "Turn It Up" - 3:24
13. "Get Down On It" - 4:47

## Paradas
| Parada                        | Posições |
| ----------------------------- | -------- |
| Reino Unido - UK Albums Chart | 1        |
| Nova Zelândia - RIANZ         | 3        |
| Países Baixos - Acharts.us    | 8        |